# Wydział Elektrotechniki, Elektroniki, Informatyki i Automatyki Politechniki Łódzkiej
Wydział Elektrotechniki, Elektroniki, Informatyki i Automatyki Politechniki Łódzkiej – jeden z największych wydziałów Politechniki Łódzkiej. Istnieje od początku funkcjonowania Politechniki Łódzkiej, czyli od czerwca 1945.
Początkowo występował pod nazwą Wydział Elektryczny, następnie jako Wydział Elektrotechniki i Elektroniki, zaś od 1 stycznia 2006 jako Wydział Elektrotechniki, Elektroniki, Informatyki i Automatyki. Kadrę naukowo-dydaktyczną wydziału stanowi 216 osób (dane 2014), w tym 47 posiadających tytuł profesora lub stopień doktora habilitowanego (dane 2014). Wydział kształci studentów w zakresie automatyki i robotyki, elektroniki i telekomunikacji, elektrotechniki, energetyki, informatyki, inżynierii bezpieczeństwa pracy, inżynierii biomedycznej, mechatroniki, transportu oraz systemów sterowania inteligentnymi budynkami. W 2014 roku na Wydziale studiowało ok. 4000 studentów.

## Struktura Wydziału
W skład Wydziału Elektrotechniki, Elektroniki, Informatyki i Automatyki wchodzą następujące jednostki:
- Instytut Systemów Inżynierii Elektrycznej (I-12)
- Instytut Automatyki (I-13)
- Instytut Mechatroniki i Systemów Informatycznych (IMSI, I-25)
- Instytut Elektroenergetyki (I-15)
- Instytut Elektroniki (I-16)
- Instytut Informatyki Stosowanej (IIS, I-24)
- Katedra Mikroelektroniki i Technik Informatycznych (DMCS, K-25)
- Katedra Aparatów Elektrycznych (K-26)
- Katedra Przyrządów Półprzewodnikowych i Optoelektronicznych (DSOD, K-27)

## Uprawnienia Wydziału
Wydział Elektrotechniki, Elektroniki, Informatyki i Automatyki Politechniki Łódzkiej ma obecnie pełne uprawnienia akademickie, to jest prawa do nadawania stopnia doktora habilitowanego nauk technicznych i doktora nauk technicznych w czterech dyscyplinach:
- elektrotechnika (prawa do habilitowania i doktoryzowania od 1945 roku),
- elektronika (prawa do habilitowania od 1992 i doktoryzowania od 1991 roku),
- automatyka i robotyka (prawa do habilitowania od 2006 i doktoryzowania od 1993 roku),
- informatyka (prawa do habilitowania od 2011 i doktoryzowania od 2005).

Wydział posiada ponadto pozytywną ocenę instytucjonalną Polskiej Komisji Akredytacyjnej, przyznaną na lata 2012–2017.

## Kierunki kształcenia
- Automatyka i sterowanie robotów

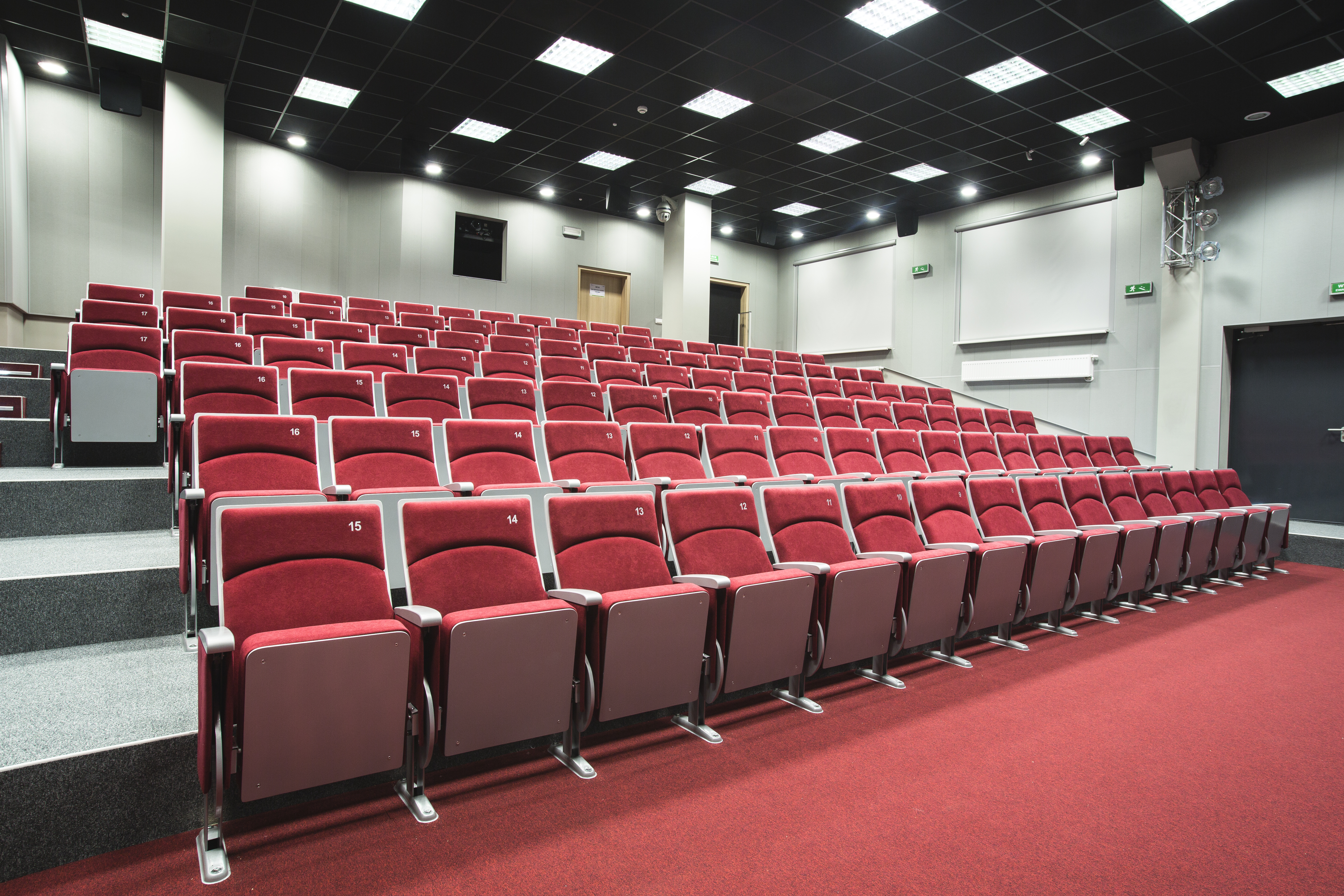
Sala konferencyjna w Centrum Technologii Informatycznych

- Elektronika i telekomunikacja (w języku polskim i angielskim)
- Elektrotechnika
- Energetyka
- Informatyka (w języku polskim i angielskim)
- Inżynieria bezpieczeństwa pracy
- Inżynieria biomedyczna (w języku polskim i angielskim)
- Mechatronika
- Systemy sterowania inteligentnymi budynkami
- Transport

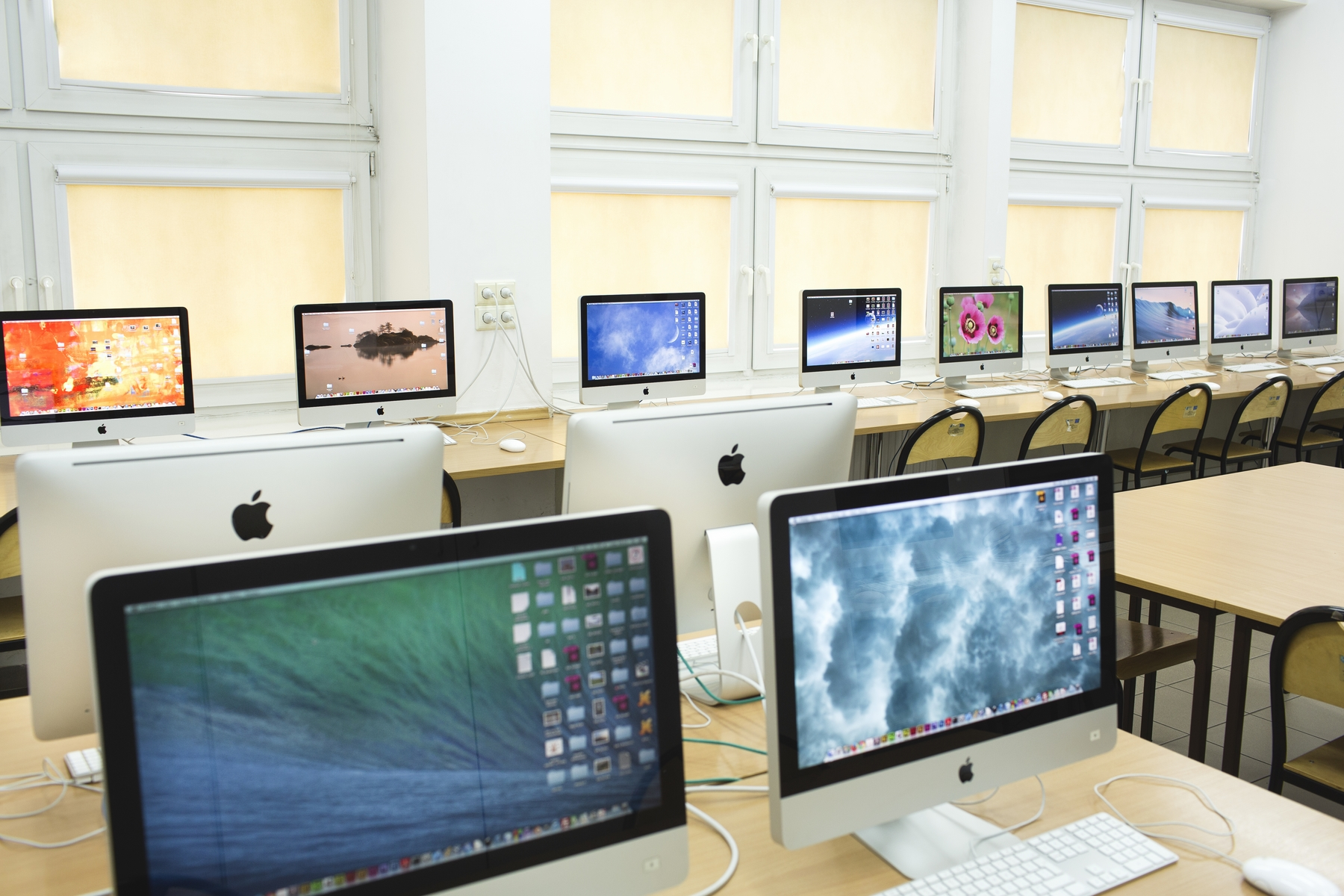
Jedno z laboratoriów komputerowych Instytutu Informatyki Stosowanej

Na oferowanych kierunkach kształcenia prowadzone są studia:
- pierwszego stopnia: 3,5-letnie stacjonarne i 4-letnie niestacjonarne (studiów niestacjonarnych nie prowadzi się na kierunkach energetyka, inżynieria bezpieczeństwa pracy, inżynieria biomedyczna oraz transport),
- drugiego stopnia: 1,5-letnie (studiów drugiego stopnia nie prowadzi się na kierunku inżynieria bezpieczeństwa pracy, a na kierunku informatyka studia mogą trwać 2 lata dla osób posiadających tytuł licencjata),
- trzeciego stopnia: 4-letnie (na kierunkach: automatyka i robotyka, elektronika i telekomunikacja, elektrotechnika, informatyka).

Wydział oferuje także studia podyplomowe oraz kursy i szkolenia dla osób chcących podnieść swoje kwalifikacje.

## Charakterystyka kierunków kształcenia
Kształcenie jest prowadzone w formie studiów dwustopniowych o profilu ogólnoakademickim. Pierwszy etap kończy się uzyskaniem tytułu zawodowego inżyniera zaś drugi – magistra inżyniera. Wszystkie oferowane kierunki kształcenia zapewniają odpowiedni zasób nowoczesnej wiedzy specjalistycznej związanej z aktualnymi potrzebami polskiej gospodarki i przygotowują absolwentów do samodzielnego rozwiązywania problemów inżynierskich, a studia drugiego stopnia także do prowadzenia badań naukowych. Ponadto studia rozwijają umiejętności w zakresie samokształcenia, pracy w zespole, podejmowania własnej działalności gospodarczej w określonym obszarze gospodarki, pracy na stanowiskach kierowniczych i naukowo-badawczych. W trakcie studiów student odbywa 6-tygodniową praktykę przemysłową, a tematyka realizowanych prac dyplomowych wynika często z potrzeb przemysłu. Po ukończeniu studiów drugiego stopnia absolwent może również podjąć pracę na stanowiskach związanych z zadaniami badawczo-rozwojowymi, bądź rozpocząć studia trzeciego stopnia (doktoranckie).
Kształcenie na każdym stopniu jest dokumentowane zdobyciem określonej liczby punktów w systemie akumulacji i transferu punktów ECTS, co umożliwia mobilność i wymianę studencką na każdym etapie studiów. Część kształcenia oferowana jest w języku angielskim, przygotowując do funkcjonowania w środowisku międzynarodowym. Istotnym elementem programu studiów jest szeroka oferta przedmiotów obieralnych, pozwalająca na dostosowanie ścieżki kształcenia do indywidualnych preferencji studentów. W programie ponad połowa zajęć to zajęcia praktyczne (laboratoria, projekty, ćwiczenia), pozwalające wykorzystać nowoczesne zaplecze techniczne Wydziału.

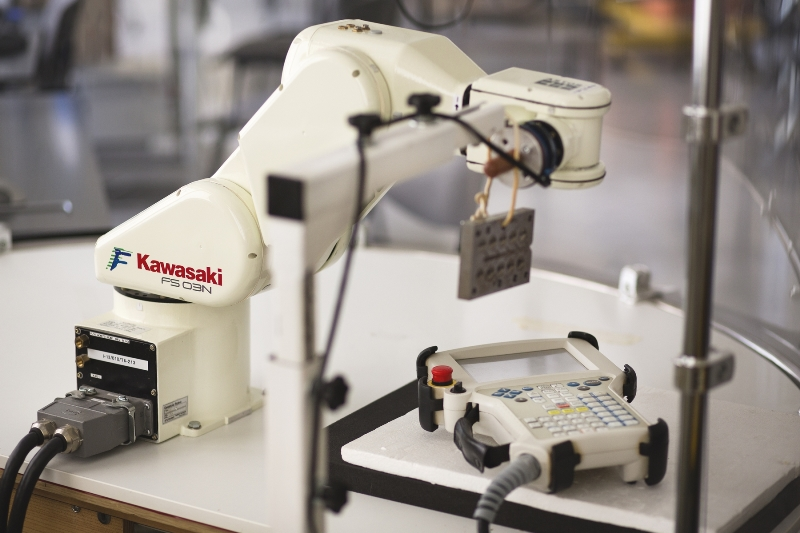
Laboratorium sterowania robotów

Automatyka i robotyka – oferowana jest jedna specjalność: automatyzacja procesów przemysłowych. Efekty kształcenia są związane z obszarem działalności technicznej dotyczącej modelowania obiektów i procesów przemysłowych, doboru zasad sterowania dla różnych obiektów oraz realizacji automatycznego sterowania procesów. Absolwent tych studiów jest przygotowany do projektowania systemów sterowania różnych obiektów z szerokim wykorzystaniem metod matematycznego modelowania i symulacji oraz do wdrażania systemów automatycznego sterowania i nadzoru z wykorzystaniem systemów komputerowych, sterowników mikroprocesorowych, sterowników PLC i innych sterowników. Absolwent posiada także umiejętności projektowania systemów przestrzennie rozłożonych, które wymagają stosowania przemysłowych sieci komputerowych i oprogramowania systemów czasu rzeczywistego.

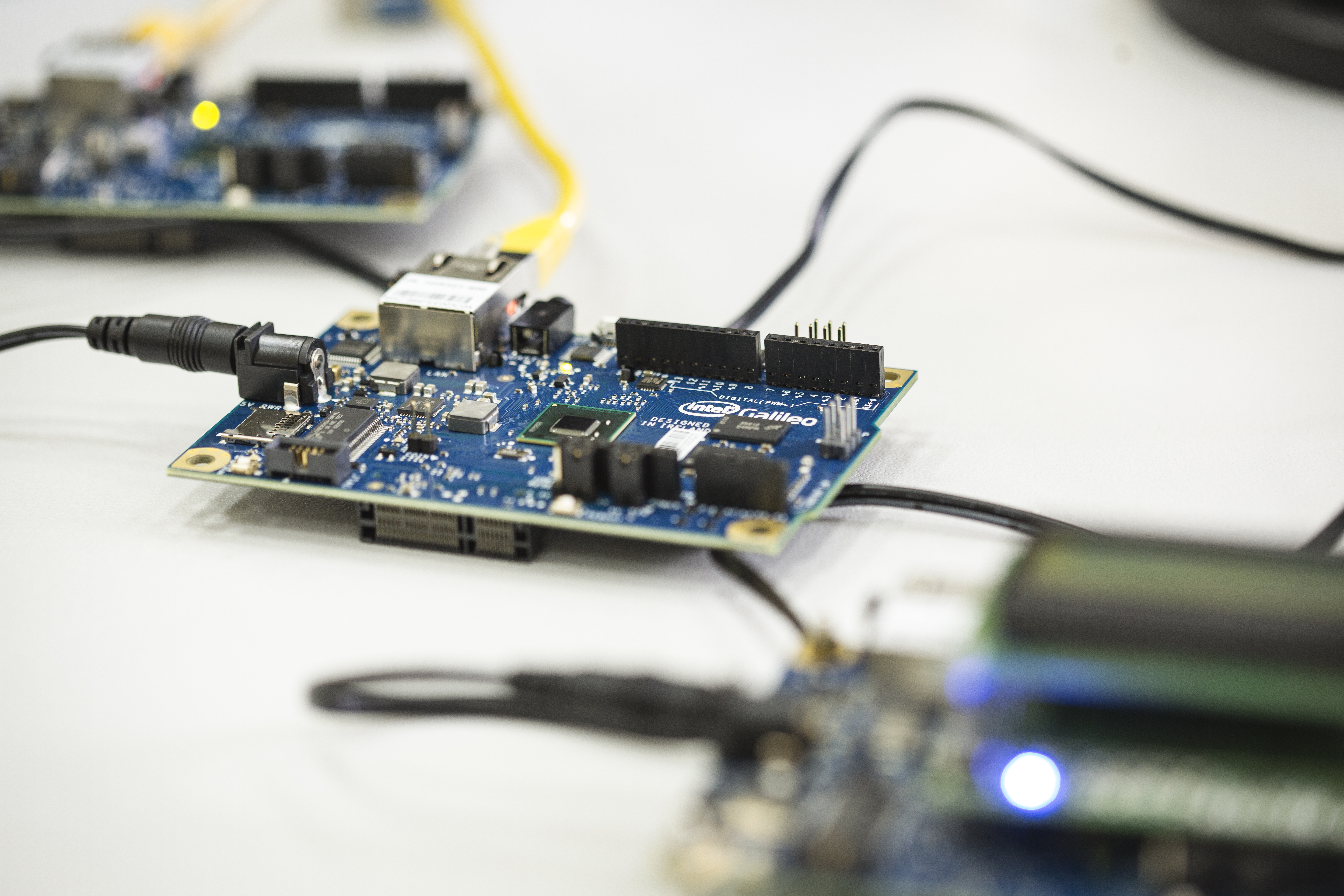
Stanowisko laboratoryjne w pracowni elektronicznej

Elektronika i telekomunikacja – zasadniczym celem kształcenia na tym kierunku jest wyposażenie absolwenta w wiedzę z zakresu elektroniki, telekomunikacji i teleinformatyki, ze szczególnym zwróceniem uwagi na obecny stan i trendy rozwojowe w tych dziedzinach. Największy nacisk położono na przygotowanie w zakresie analizy i projektowania analogowych i cyfrowych układów elektronicznych, techniki mikroprocesorowej (w tym oprogramowania) i optoelektroniki, technologii i konstrukcji sprzętu elektronicznego, wdrażania nowoczesnych sieci telekomunikacyjnych i teleinformatycznych. Zdobyte wiadomości i umiejętności mogą być bezpośrednio wykorzystane w działalności inżynierskiej, umożliwiając podjęcie zatrudnienia o zróżnicowanym charakterze – w szczególności w firmach o profilu elektronicznym, telekomunikacyjnym, teleinformatycznym, a także informatycznym.

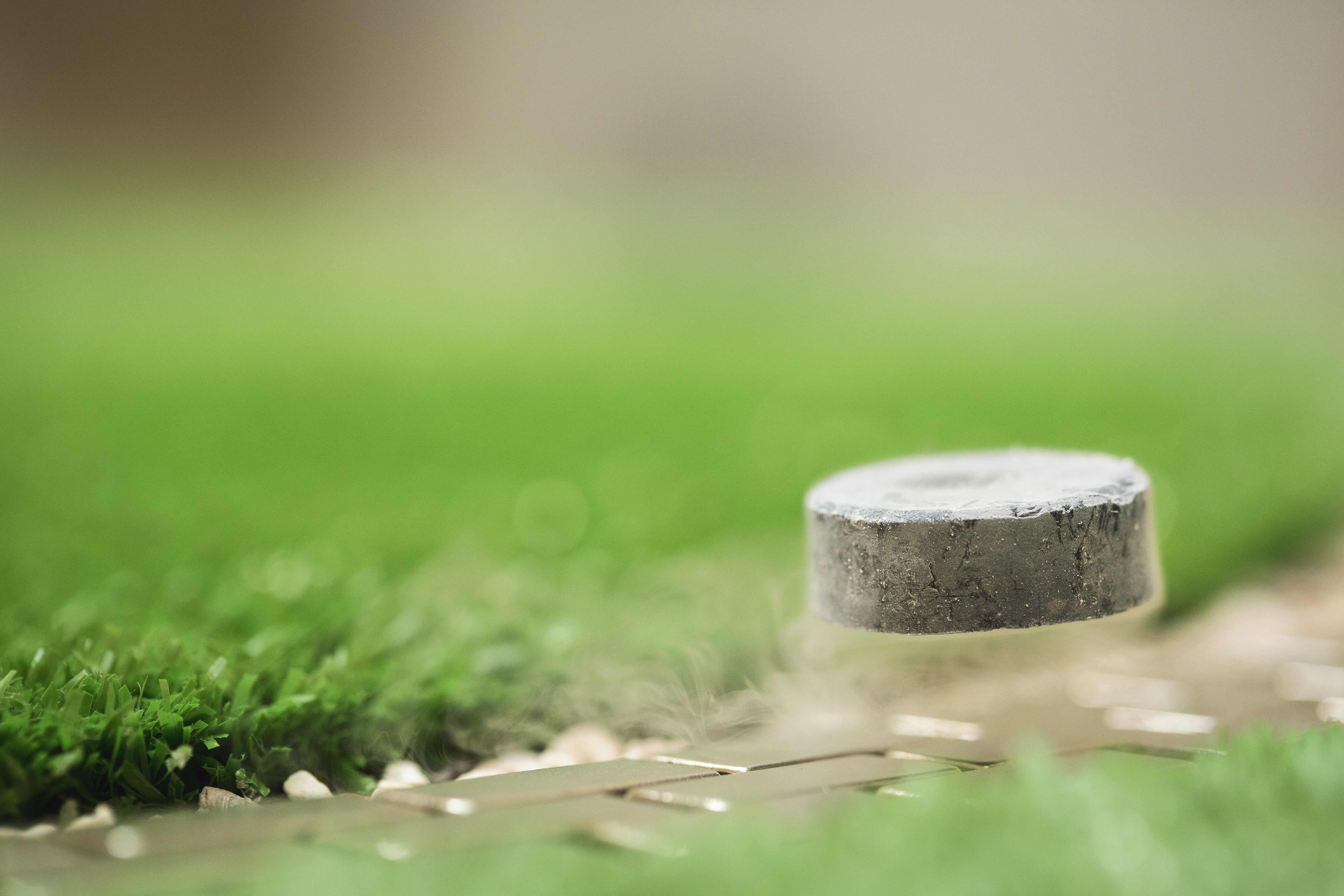
Lewitujący element – pracownia nadprzewodnictwa

Elektrotechnika – studenci kształcą się na tym kierunku w zakresie przedmiotów podstawowych, zaś wybierając specjalność, oferuje się im dodatkowo bloki obieralne, zawierającą przedmioty specjalistyczne obejmujące m.in. automatykę, energetykę, trakcję elektryczną, inżynierię wysokich napięć. Absolwent dysponuje wiedzą z zakresu zastosowania metod analizy liniowej i nieliniowej obwodów elektrycznych, analizy polowej i polowo-obwodowej urządzeń elektrycznych, elektronicznych oraz elektromechanicznych, rozumie zjawiska fizyczne zachodzące w systemach elektroenergetycznych, przetwornikach elektromaszynowych. Potrafi projektować np. skomputeryzowane systemy pomiarowe wielkości elektrycznych i nieelektrycznych, złożone systemy automatyki przemysłowej, układy elektroenergetyczne. Wiedza ta w połączeniu z nabytymi umiejętnościami przygotowania dokumentacji technicznej i zarządzania zasobami danych, pozwala na projektowanie funkcjonalnych systemów elektroenergetycznych i rozwiązywanie złożonych problemów zakłóceniowych w tych systemach.
Informatyka – program studiów tego kierunku zorientowany jest na wykorzystanie nowoczesnych technologii i tworzenie zaawansowanych narzędzi informatycznych zarówno w gospodarce opartej na wiedzy, dużych korporacjach tworzących oprogramowanie komercyjne, firmach sektora Małej i Średniej Przedsiębiorczości (MŚP), jak i w zastosowaniach przemysłowych. W trakcie studiów pierwszego stopnia studenci zdobywają kompetencje z zakresu: programowania, baz danych, inżynierii oprogramowania, testowania, systemów ekspertowych, infrastruktury sieciowej i grafiki komputerowej. Umiejętności te są rozwijane na studiach drugiego stopnia oraz wzbogacane o zagadnienia: przetwarzania obrazów, programowania gier, eksploracji i zgłębiania danych. Cześć zajęć jest prowadzona przy współpracy z dużymi firmami produkującymi oprogramowanie komercyjne. Również efekty kształcenia skorelowane są z profilami wymagań dla pracowników przedsiębiorstw branży IT i ICT.

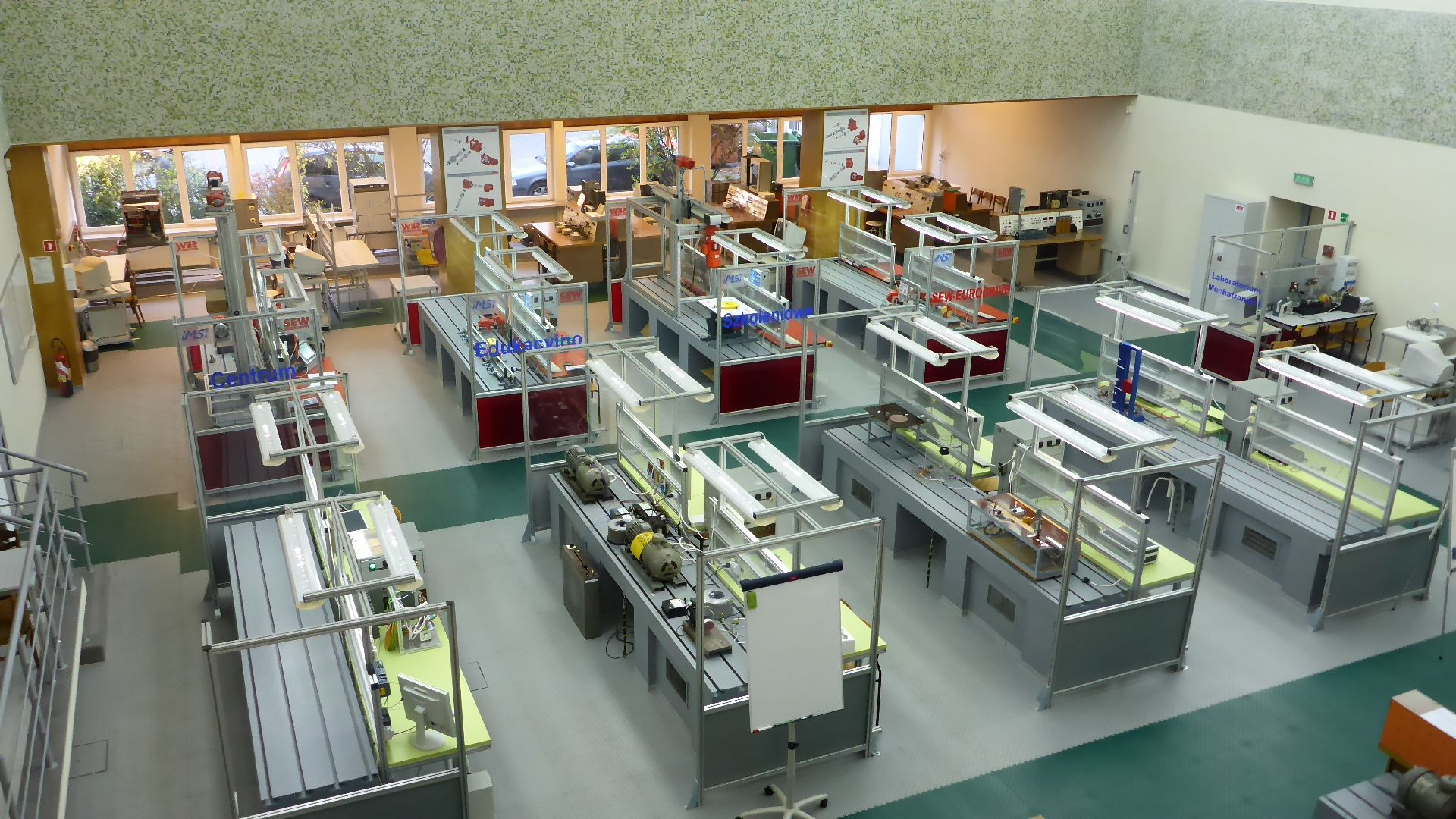
Laboratorium maszyn i napędów elektrycznych

Mechatronika – podstawowym celem kształcenia na tym kierunku jest przygotowanie studentów do zdobycia wiedzy oraz rozwoju w interdyscyplinarnej dziedzinie jaką jest mechatronika, a następnie do podjęcia pracy w dynamicznie rozwijających się branżach przemysłu, związanych z motoryzacją, sprzętem gospodarstwa domowego, lotnictwem itp., gdzie wykorzystuje się różnego rodzaju elementy i systemy mechatroniczne. Aby rozwinąć wiedzę i kompetencje, na studiach pierwszego stopnia student odbywa zajęcia związane z pozyskaniem wiedzy ogólnej, jak również specjalistycznej takiej jak np. systemy mechatroniczne, mikrosystemy, systemy mechaniki pojazdowej, hybrydowe elementy łączeniowe. Studia na tym kierunku przygotowują inżyniera do pracy w centrach projektowych, zakładach produkcyjnych z obszaru High-Tech oraz jako specjalistów eksploatacji systemów mechatronicznych.
Transport – na tym kierunku kształceni są specjaliści w zakresie inżynierii ruchu, analizy systemów transportowych oraz inżynierii środków transportowych. Absolwenci przygotowani są do rozwiązywania różnorodnych, interdyscyplinarnych, problemów związanych z logistyką i ekonomią w transporcie, analizą i projektowaniem systemów transportowych, eksploatacją środków technicznych oraz sterowania ruchem, zarówno w transporcie drogowym, jak i szynowym. Student uzyskuje wiedzę specjalistyczną z zakresu zagadnień infrastruktury transportu, inżynierii ruchu, inżynierii środków transportowych, systemów i procesów transportowych oraz sterowania w transporcie. Zapoznaje się również z zagadnieniami logistyki, organizacji i zarządzania, rachunku kosztów, ekonomii i prawa transportowego. Wykształceni w ten sposób specjaliści mogą zasilać branże gospodarki związane z przemieszczaniem ludzi i towarów, są przygotowani do pracy w firmach zajmujących się eksploatacją pojazdów, a także w firmach projektowo-konstrukcyjnych oraz instytutach badawczych i naukowych.

## Studenckie koła naukowe na Wydziale
Na Wydziale działa wiele kół naukowych rozwijających zainteresowania studentów w następujących obszarach: grafika komputerowa, sieci komputerowe i bazy danych, robotyka, mikroelektronika, systemy mikroprocesorowe, urządzenia łączeniowe. Ponadto funkcjonuje koło naukowe propagujące idee i cele Stowarzyszenia Elektryków Polskich.

## Dotychczasowi Dziekani Wydziału

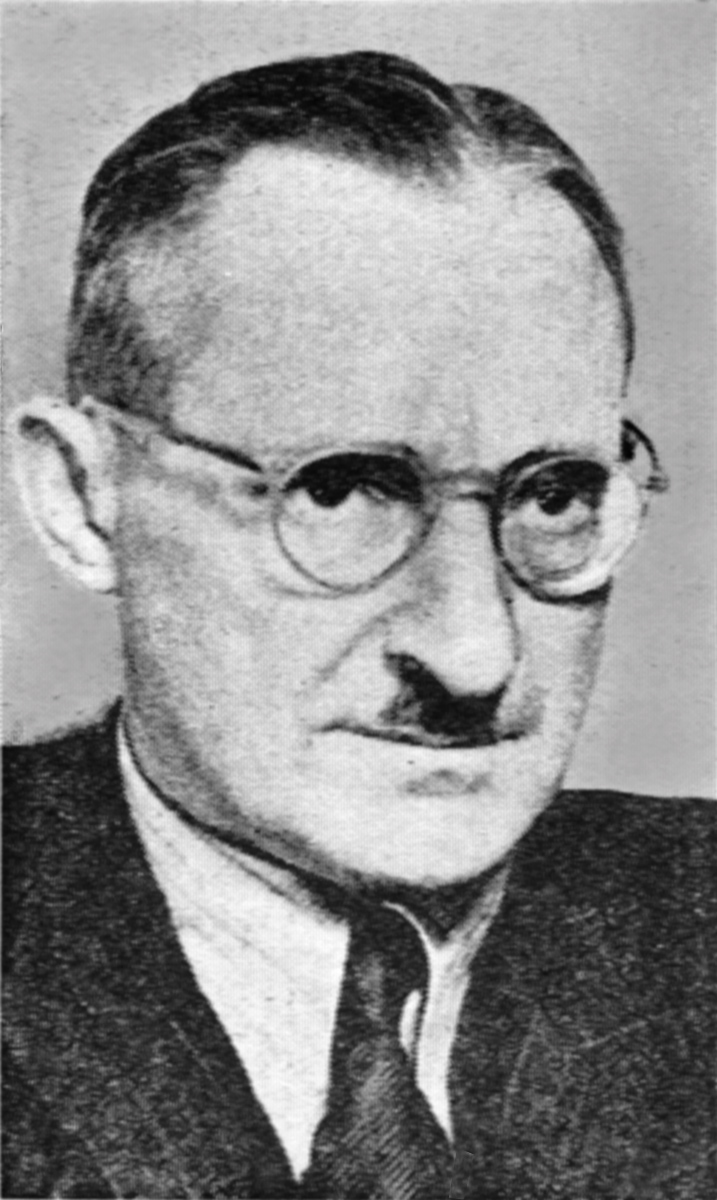
Janusz Groszkowski – pierwszy Dziekan Wydziału Elektrycznego PŁ

- Prof. dr Janusz Groszkowski (1945)
- Prof. dr Stanisław Kończykowski (1945–1948)
- Prof. dr Witold Iwaszkiewicz (1948–1952)
- Prof. dr Eugeniusz Jezierski (1952–1953)
- Doc. Czesław Dąbrowski (1953–1956)
- Prof. dr Bronisław Sochor (1956–1959)
- Prof. dr Władysław Pełczewski (1959–1960)
- Prof. dr Karol Przanowski (1960–1962)
- Prof. dr Stanisław Dzierzbicki (1962–1966)
- Prof. Tadeusz Koter (1966–1969)
- Prof. dr Zdzisław Pomykalski (1969–1973)
- Prof. dr Zdzisław Szczepański (1973–1981)
- Prof. dr Bolesław Bolanowski (1981–1987)
- Prof. dr Maciej Pawlik (1987–1990)
- Prof. dr hab. Krzysztof Kuźmiński (1990–1996)
- Prof. dr Jan Leszczyński (1996–2002)
- Prof. dr hab. Andrzej Materka (2002–2008)
- Prof. dr hab. Sławomir Wiak (2008–2012)
- Dr hab. Sławomir Hausman (2012–2020)
- Dr hab. inż. Jacek Kucharski (2020–)

## Budynki Wydziału

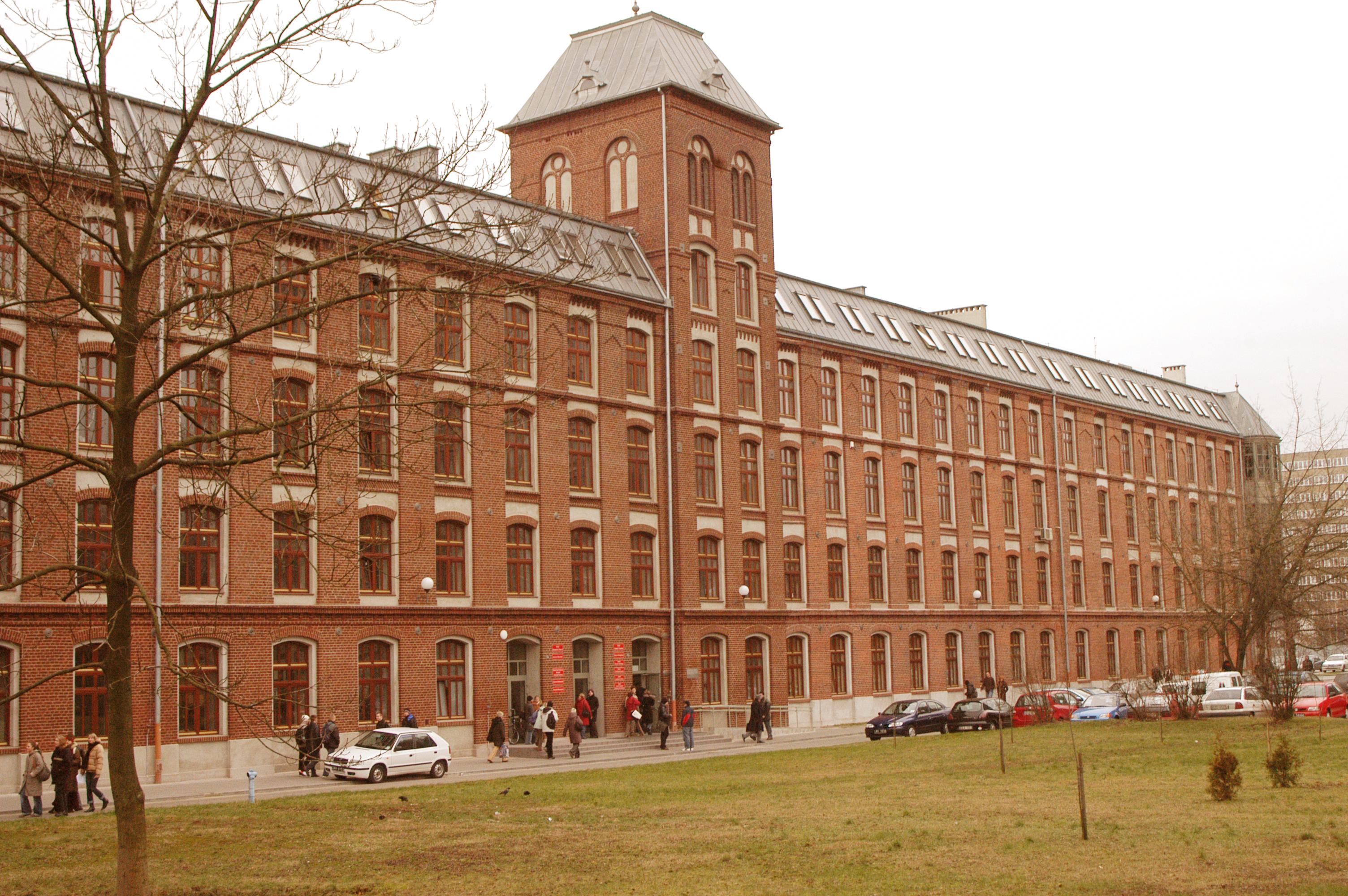
Budynek Trzech Wydziałów PŁ (budynek B-9) – kampus B

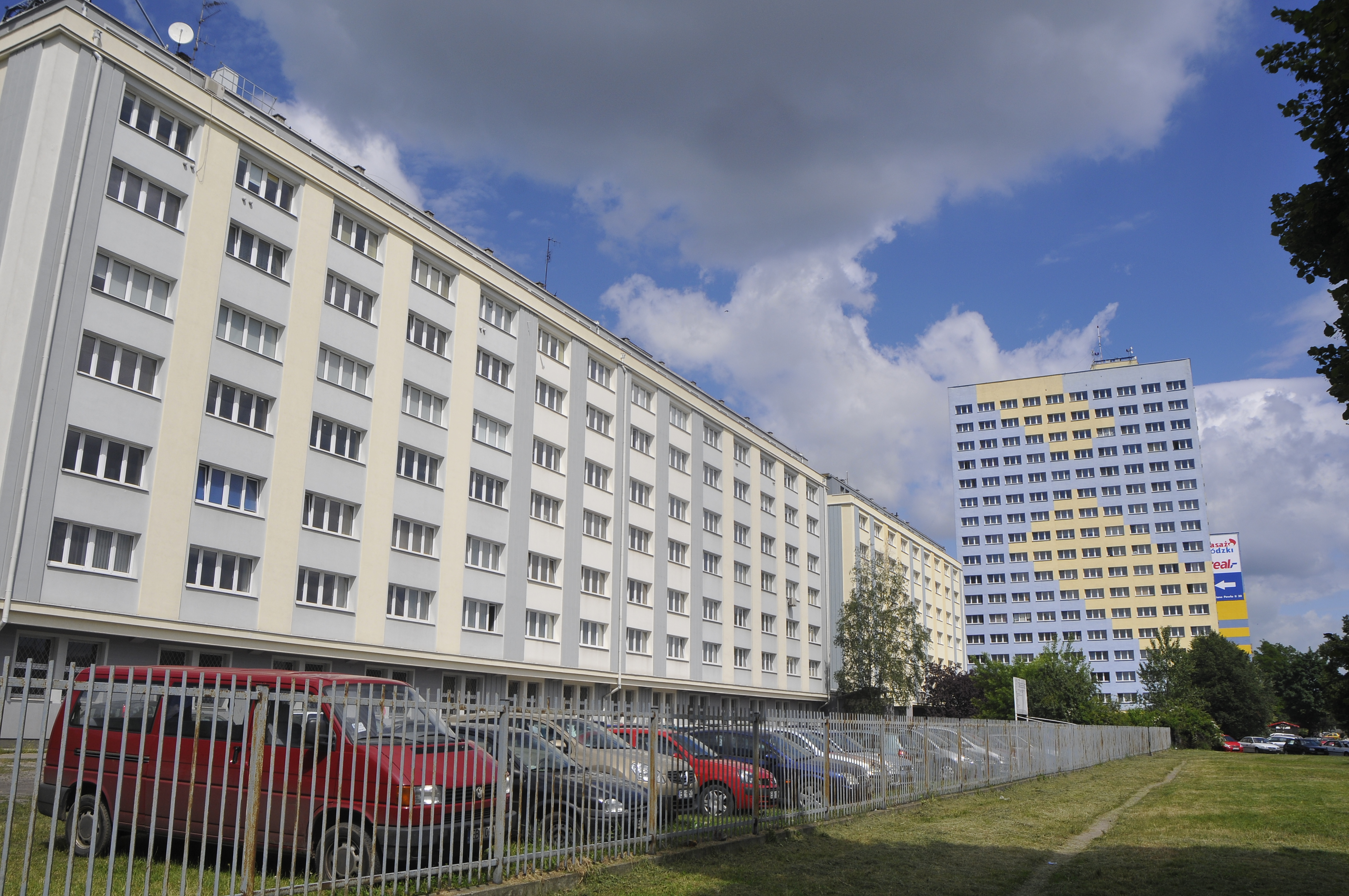
Budynki Politechniki Łódzkiej – kampus C – akwarium (budynek C-3)

Budynki Wydziału Elektrotechniki, Elektroniki, Informatyki i Automatyki Politechniki Łódzkiej usytuowane są na terenie Politechniki Łódzkiej w trzech kampusach:
- Kampus A – przy ulicy B. Stefanowskiego 18/22
- Kampus B – przy ulicy Wólczańskiej 211/215 oraz przy ulicy Wólczańskiej 221/223
- Kampus C – przy alei Politechniki 11

W części kampusu A znajdują się trzy przylegające do siebie i bezpośrednio ze sobą połączone budynki, stanowiące jedną całość:
- Budynek A-10 (oznaczenie wewnętrzne: E) – składa się z dwóch części – wysokiej, pięciokondygnacyjnej oraz budynku jednokondygnacyjnego. Część pięciokondygnacyjna składa się z dwóch osobnych części, obsługiwanych przez dwie klatki schodowe. Powierzchnia użytkowa wynosi około 6700 m². W budynku znajduje się dziekanat oraz główne aule wydziału, a także pomieszczenia między innymi Instytutu Automatyki, Katedry Mikroelektroniki i Technik Informatycznych oraz Instytutu Informatyki Stosowanej.
- Budynek A-11 (oznaczenie wewnętrzne: 2E) – składa się z trzech części: budynku pięciokondygnacyjnego, budynku jednokondygnacyjnego wysokiego tzw. „hala wysokich napięć” i łącznika pomiędzy tymi budynkami. Powierzchnia użytkowa wynosi około 2500 m².
- Budynek A-12 (oznaczenie wewnętrzne: E) – składa się z dwóch części. Część pierwsza jest dwukondygnacyjna. Część druga składa się z części wyższej 3-kondygnacyjnej oraz części laboratoryjnej. W części jest jednokondygnacyjna natomiast pozostała część jest dwukondygnacyjna. Powierzchnia użytkowa wynosi około 9000 m².

W części kampusu B znajdują się następujące budynki:
- Budynek B-9 (oznaczenie wewnętrzne: 4E) – czterokondygnacyjny, nazywany Budynkiem Trzech Wydziałów. Jest to zrewitalizowany budynek pofabryczny przejęty od zakładów „Lodex”. Wydział Elektrotechniki, Elektroniki, Informatyki i Automatyki wykorzystuje I, II, III i IV piętro części środkowej budynku, zajmującej 33% powierzchni zabudowy. I piętro zajmowane jest przez Katedrę Przyrządów Półprzewodnikowych i Optoelektronicznych (DSOD), natomiast piętra od II do IV wykorzystuje Instytut Elektroniki.
- Budynek B-18 (oznaczenie wewnętrzne: 5E) – dwukondygnacyjny powstały w wyniku adaptacji dawnego budynku halowego „hali papiernictwa”. Powierzchnia użytkowa wynosi około 3500 m². Budynek zajmowany jest przez Katedrę Mikroelektroniki i Technik Informatycznych (DMCS).
- Budynek B-19 – Centrum Technologii Informatycznych – budynek pięciokondygnacyjny. Wydział Elektrotechniki, Elektroniki, Informatyki i Automatyki zajmuje piętra III i IV, podczas gdy piętra I i II zajmowane są przez Wydział Fizyki Technicznej, Informatyki i Matematyki Stosowanej. Na III piętrze znajdują się laboratoria Katedry Mikroelektroniki i Technik Informatycznych, natomiast na IV piętrze zlokalizowane są laboratoria Instytutu Informatyki Stosowanej.

W części kampusu C znajdują się następujące budynki:
- Budynek C-3 (oznaczenie wewnętrzne: 3E) – tak zwane akwarium – budynek ośmiokondygnacyjny o powierzchni użytkowej około 6500 m². Wydział współdzieli ten budynek z Centrum Nauczania Matematyki i Fizyki. Wykorzystywany jest on między innymi przez Instytut Systemów Inżynierii Elektrycznej oraz przez Katedrę Przyrządów Półprzewodnikowych i Optoelektronicznych.
- Budynek C-6 oraz budynek C-7 – dwa małe, połączone ze sobą budynki, zajmowane przez Instytut Informatyki Stosowanej.

Wydział wykorzystuje także pomieszczenia w budynkach innych wydziałów i jednostek uczelni, na przykład w budynku B-17 (budynek Instytutu Papiernictwa i Poligrafii) znajduje się część laboratoriów Katedry Przyrządów Półprzewodnikowych i Optoelektronicznych.